# John Lloyd Stephens

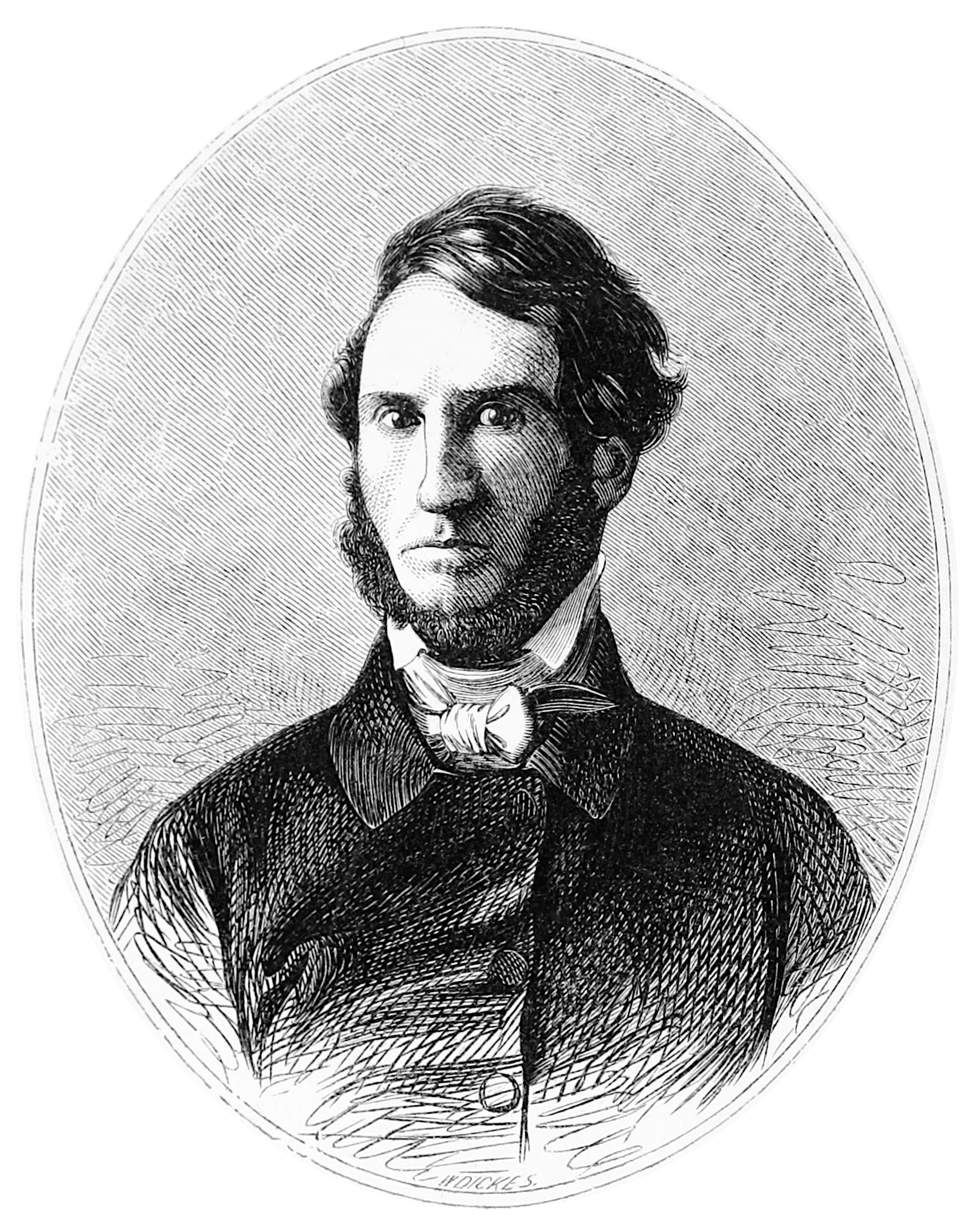
Portret van J.L. Stephens, gepubliceerd in 1852

John Lloyd Stephens (Shrewsbury (New Jersey), 28 november 1805 - New York, 13 oktober 1852) was een Amerikaans onderzoeker, ontdekkingsreiziger, archeoloog, schrijver en diplomaat. Stephens was een centrale figuur in de herontdekking van de Mayabeschaving in Midden-Amerika en het voorbereiden van de Panamaspoorweg. 

## Biografie

### Jonge jaren
Hij was de tweede zoon van Benjamin Stephens, een succesvolle koopman in New Jersey, en Clemence Lloyd, de dochter van een eminente plaatselijke rechter. Het gezin verhuisde een jaar na zijn geboorte naar New York. Hij kreeg er onderwijs in de Klassieken aan twee privéscholen en ging toen hij 13 jaar was naar Columbia College, waar hij in 1822 zijn diploma behaalde.
Hij studeerde daarna rechten aan de Litchfield Law School en werd advocaat.
Van 1834 tot 1836 maakte hij een reis door Europa, Egypte en de Levant. Hij schreef verschillende, populaire boeken over zijn reizen en onderzoekingen.

### Politiek
Stephens werd in 1837 voorgedragen voor de post van Minister to the Netherlands, maar Martin Van Buren nomineerde Harmanus Bleecker, die tot 1842 dienst deed.

### Midden-Amerikaanse studies
Stephens las werken van Alexander von Humboldt en Juan Galindo. In 1839 werd Stephens door president Martin van Buren benoemd als Special Ambassador voor Centraal Amerika. De regering van de Federale Republiek van Centraal Amerika viel juist uiteen in een burgeroorlog. Stephens publiceerde een verslag van de gebeurtenissen die hij meemaakte in Centraal Amerika in Incidents of Travel in Central America, Chiapas and Yucatán.
Tijdens zijn reis werd Stephens vergezeld door de architect en tekenaar Frederick Catherwood. Ze landden in Brits-Honduras (nu Belize) en vonden Maya ruïnes in Copán. De vondsten verbaasden hen en in twee weken legden ze de plattegrond van de site vast. Volgens Stephens waren de gebouwen door een lang vergeten volk opgericht en hij kon zich niet voorstellen dat het de Maya's waren, maar Catherwood herkende in de beeldhouwwerken de gelaatstrekken van de moderne Maya's.
Stephens kocht Copán voor 50 dollar en wilde de kunstwerken via de rivier naar musea in de Verenigde Staten overbrengen.
Ze vervolgden hun reis naar Palenque, Quiriguá en Uxmal. Ze bereikten Palenque op 11 mei 1840 en vertrokken begin juni. Ze documenteerden er de Tempel van de Inscripties, de tempel van het Kruis, de Zonnetempel en de Temple of the Foliated Cross.
Ze keerden in oktober 1841 terug met een reis naar Yucatán. Volgens Stephens' boek bezochten ze 44 Maya sites, zoals Mayapán, Uxmal, Kabah, het poortgebouw van Labná, Sayil, Xtampak, Chichén Itzá, Tulum en Izamal. In Uxmal documenteerden ze het Huis van de Gouverneur, de Binnenplaats van de Nonnen en de Piramide van de Magiër. Catherwood tekende ook een beroemd uitzicht op de bron van Bolonchén.
Catherwoods tekeningen en lithografieën (steendruk) lieten zien dat de Maya's zonder twijfel de makers waren van de meest artistieke en intellectuele werken van precolumbiaans Amerika. Naast grote bouwwerken, creëerden ze verfijnde artistieke werken als steen- en pleistersculpturen, fresco's, beschilderd vaatwerk en houten bas-reliëfs.
Met hun onderzoekingen wisten Stephens en Catherwood te overtuigen dat de Maya's de antieke steden van Centraal Amerika bouwden  in tegenstelling tot de theorie dat Europese of Aziatische beschavingen er verantwoordelijk voor waren.
Stephens boeken inspireerden Edgar Allan Poe, die drie van zijn boeken recenseerde voor de New Yorker Review en Graham's Magazine.

### Panama Railroad Company

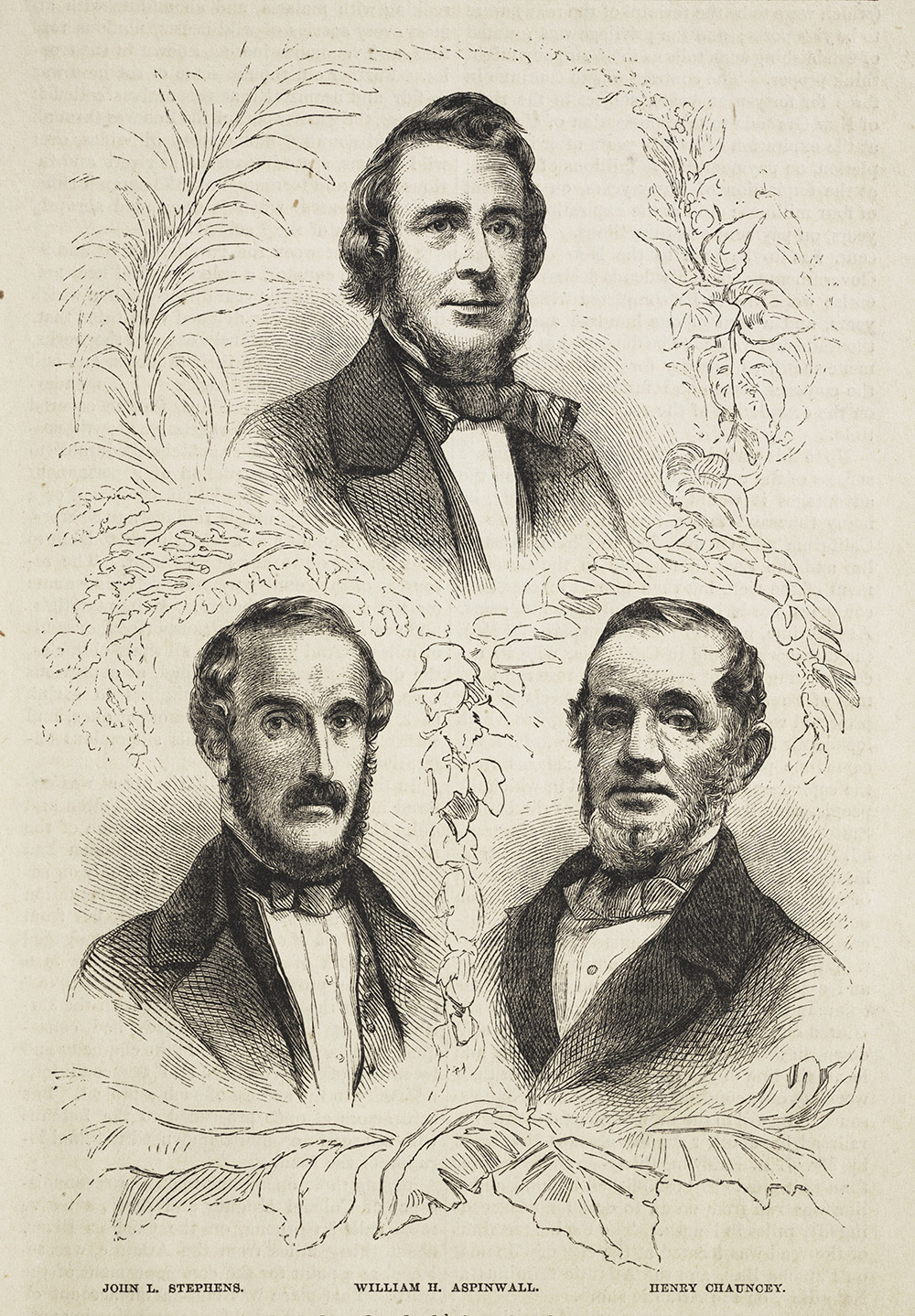
De oprichters van de Panama Railroad: John L. Stephens, William H. Aspinwall en Henry Chauncey

In de tijd dat Engeland het monopolie had op het verkeer van en naar de Verenigde Staten, verkreeg Stephens een charter van de staat New York en richtte de Ocean Steam Navigation Company op. Met twee stoomboten, de Washington en Hermann, maakte de Company reizen naar Europa.
Toen de Panama Railroad Company in 1849 werd opgericht, werd Stephens tot vice president verkozen. Hij bezocht Panama en Nieuw-Granada om voorbereidingen te treffen voor het aanleggen van de treinrails. Op weg naar Bogota, hoofdstad van Nieuw-Granada, viel hij van zijn ezel en liep zware verwondingen op, waar hij niet meer volledig van herstelde. Hij keerde terug naar de Verenigde Staten en werd aangesteld als president van de spoorweg. 
In Panama werd hij in juni 1852 door malaria geveld. Hij herstelde genoeg om naar New York terug te reizen, maar daar sloeg de ziekte opnieuw toe. Hij stierf 3 oktober 1852 en werd begraven op de New York City Marble Cemetery.
Stephens komt voor in de Maya Explorer van Victor Wolfgang von Hagen (1947) en Jungle of Stone van William Carlsen (2016).